# Suchawa (województwo warmińsko-mazurskie)
Suchawa (niem. Sausgörken) – wieś w Polsce położona w województwie warmińsko-mazurskim, w powiecie kętrzyńskim, w gminie Barciany.
W latach 1975–1998 miejscowość położona była w województwie olsztyńskim.